# Корнелий Репентин
Корнелий Репентин (лат. Cornelius Repentinus) — римский государственный деятель конца II века.
Репентин происходил из африканского города Симитху и, вероятно, был сыном префекта претория Секста Корнелия Репентина. Он был женат на дочери императора Дидия Юлиана Дидии Кларе. Репентин был консулом-суффектом, по всей видимости, после его наместничества в Лузитании, возможно, до 188 года. В течение короткого правления его тестя Репентин был в апреле-июне 193 года префектом Рима.